# 1. FC Viersen
Der 1. FC Viersen ist ein Fußballverein in der Kreisstadt Viersen am Niederrhein in Nordrhein-Westfalen.

## Geschichte
Der Verein wurde am 27. Juni 1969 durch den Zusammenschluss der beiden Ortsrivalen VfL Grün-Weiß Viersen und FC Germania Viersen gegründet. War der VfL stets der höherklassigere Verein (bis 1959 in der obersten Amateurliga) gewesen, während der FC Germania dagegen überwiegend in den unteren Kreisligen spielte, trafen sich beide Vereine ab 1967 in der Bezirksliga. Um gemeinsam wieder höherklassig spielen zu können, wurde die Fusion beschlossen.
Tatsächlich zeigte die Fusion sportlichen Erfolg. 1972 stieg der Verein in die drittklassige Amateurliga Niederrhein auf. Nach dem prompten Abstieg gelang 1975 die Rückkehr in die Amateurliga Niederrhein. Dort spielte man drei Jahre sehr erfolgreich und konnte sich deshalb auch für die 1978 gegründete Amateuroberliga Nordrhein qualifizieren. Diese neue Liga war jedoch zunächst zu schwierig für die Fußballherren, und es erfolgte der sofortige Abstieg in die Verbandsliga im Jahre 1979. Doch ein Jahr später gelang der Wiederaufstieg: Von 1980 bis 1982 gehörte man erneut der Amateuroberliga Nordrhein an. Dem Abstieg folgte die Rückkehr als Meister der Verbandsliga Niederrhein im Jahr 1983. Von diesem Jahr an gehörte man bis 1992 der Amateuroberliga an und konnte sich 1985 als 8. und 1990 als 9. sogar zweimal im vorderen Tabellenbereich platzieren. In dieser Zeit verfolgten im Schnitt zwischen 647 (1986/87) und 1.018 (1984/85) Zuschauer die Heimspiele des 1. FC Viersen 05.
Nach dem dritten Abstieg aus der Amateuroberliga gelang nur noch einmal für eine Saison (1994/95) die Rückkehr. Seitdem spielt der Verein in tieferen Ligen, zwischenzeitlich sogar nur noch in der sechstklassigen Landesliga. Zur Saison 2005/06 gelang jedoch die Rückkehr in die Verbandsliga Niederrhein (ab 2008 bis 2012 Niederrheinliga), in der man die nächsten sieben Jahre antrat. Im März 2012 wurde der freiwillige Rückzug in die Landesliga zur Saison 2012/13 bekannt gegeben.
Der 1. FC Viersen 05 stand bisher zwei Mal in der Hauptrunde des DFB-Pokals. 1977 schied man gegen den damaligen Deutschen Meister Borussia Mönchengladbach in der 1. Hauptrunde mit 0:8 Toren aus. 1981 war in derselben Runde der damalige Erstligist Karlsruher SC Endstation. Nachdem das Hinspiel noch mit 2:2 nach Verlängerung unentschieden geblieben war, ging auch das Wiederholungsspiel mit 1:2 nur knapp verloren.

## Vorgängervereine

### VfL Grün-Weiß Viersen
Der Verein für Leibesübungen Grün-Weiß e. V. 1905 Viersen wurde im September 1905 als FC Viktoria 05 Viersen gegründet. Am 8. August 1921 trennte sich der FC Viktoria in den SC 05 Viersen und den Spielverein 05 Viersen auf. Vier Jahre später, am 8. November 1925, fusionierten diese beiden Vereine wieder, jedoch nun unter dem neuen Namen VfL Grün-Weiß 1905 Viersen. Während des Zweiten Weltkriegs kam es vorübergehend zu einer Fusion mit dem FC 03 Süchteln zur SG Grün-Weiß Viersen-Süchteln.

### FC Germania Viersen
Der FC Germania Viersen wurde am 16. November 1912 gegründet.

## Persönlichkeiten
- Lawrence Aidoo (Bundesligaprofi bei Borussia Mönchengladbach, 1. FC Nürnberg, Energie Cottbus)
- Ralf Bödeker (Bundesligaprofi bei Borussia Mönchengladbach)
- Stefan Born (Bundesligaprofi bei Borussia Mönchengladbach)
- Robert Fleßers (Bundesligaprofi bei Borussia Mönchengladbach, FSV Mainz 05, FC Ingolstadt 04)
- Dietmar Hirsch (Bundesligaprofi bei Borussia Mönchengladbach, MSV Duisburg, Hansa Rostock, SpVgg Unterhaching)
- Manfred Kempers (Bundesligaprofi bei Borussia Mönchengladbach)
- Horst Köppel (Bundesligaprofi bei Borussia Mönchengladbach, VfB Stuttgart, Co-Trainer der deutschen Fußballnationalmannschaft)
- Markus Mohren (Bundesligaprofi bei Borussia Mönchengladbach)
- Hans-Günther Plücken (Bundesligaprofi beim Hamburger SV)
- Horst Riege (Bundesligaprofi bei Bayer 05 Uerdingen)
- Norbert Sobbe (Bundesligaprofi bei Bayer 04 Leverkusen, MSV Duisburg)
- Erwin Spinnler (Bundesligaprofi bei Borussia Mönchengladbach)
- Werner Waddey (Bundesligaprofi bei Borussia Mönchengladbach)
- Siegfried Zoppke (Bundesligaprofi bei Borussia Mönchengladbach)

## Stadion
Der Verein trägt seine Heimspiele im Stadion am Hohen Busch aus. Dieses hat ein Fassungsvermögen von ca. 5000 Zuschauern, davon 1500 überdachte Sitzplätze.